# Поздяки
Поздяки́ (рос. Поздяки) — присілок у складі Орічівського району Кіровської області, Росія. Входить до складу Пустошинського сільського поселення.
Населення становить 4 особи (2010, 24 у 2002).
Національний склад станом на 2002 рік — росіяни 96 %.